# اردک ارده‌ای

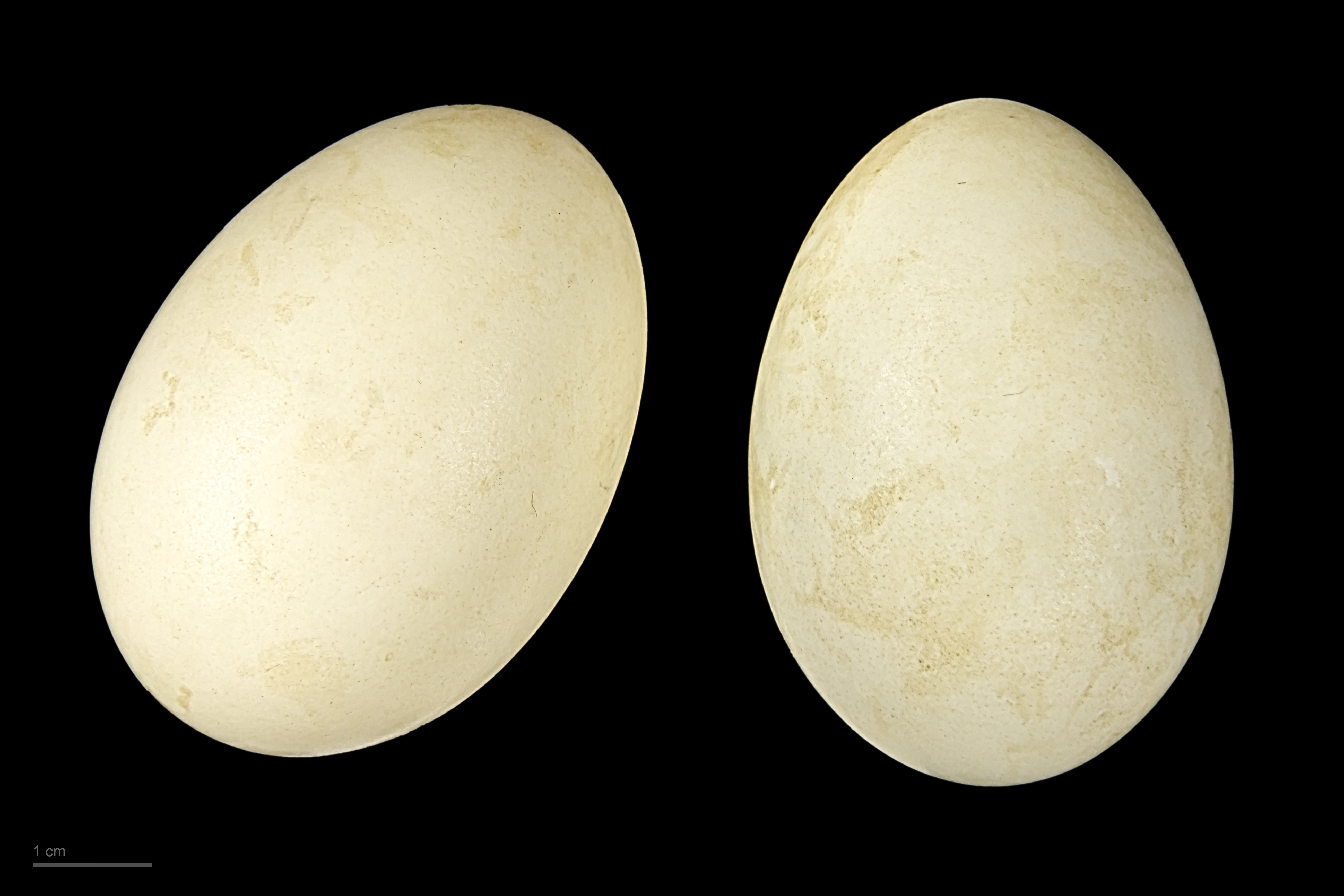
Mareca strepera

اردک ارده‌ای (به انگلیسی: Gadwall) (نام علمی: Mareca strepera) پرنده‌ای از تیرهٔ مرغابیان است. این پرنده بسیار ترسو، تیزپرواز و دارای محدوده زیست بسیار گسترده‌ای بوده و تقریباً در اکثر نواحی جهان دیده شده است. در همه کشورهای اروپایی و اکثر کشورهای آسیایی و شمال آمریکا و شمال ایران و افغانستان زندگی می‌نماید. رنگ جانور ماده کرم‌رنگ و قهوه‌ای روشن است و لکه‌های سفید و سیاه براق دارد. روی نوک، سیاه‌رنگ است که دور آن را نواری زردرنگ احاطه کرده است. اردک نر دارای رنگی قهوه‌ای روشن همراه با خطوط باریک تیره‌رنگ بوده و روی سینه را پرهایی سفیدرنگ با نیم‌دایره‌هایی قهوه‌ای درهم پوشانیده شده است.
اردک ماده در یک دوره تخم‌گذاری حداکثر تا ۱۵ روز تخم زرد رنگ می‌گذارد. این پرنده روی خشکی خوب راه می‌رود و در کنار آب لانه می‌سازد. در آب شیرین به سر می‌برد و غذای اصلی او گیاهان آبزی است و در نواحی معتدل زندگی می‌نماید.